# Джонсоново тяло
Джонсоново тяло е изпъкнал многостен, чиито стени са правилни многоъгълници, без той да е еднообразен. Възможните видове са 92 и списъкът им е публикуван от Норман Джонсон в 1966 г. По дефиниция не са джонсонови Платоновите и Архимедовите тела, нито призмите или антипризмите – при всички тях върховете са еднотипни (т.е те са едноообразни). Възможни форми за стените ca правилните равнинни фигури с 3,4,5,6,8 или 10 страни. Изискването за изпъкналост ограничава броят на стени, срещащи се във връх, до числата 3, 4 или 5. Номенклатурата на Джонсоновите тела допуска синонимия без да е двусмислена. Употребима е стандартна номерация J1 до J92.

## Именуване и Класификация
Повечето джонсонови тела могат да бъдат видяни като модификации на еднообразните тела изключени от класа. Така например телата с номера J58-61 се получават с построване на петстенни прирамиди, върху някои от стените на додекаедър, която се явява като тяхна основа:
| J58                             | J59                           | J60                           | J61                      |
| ------------------------------- | ----------------------------- | ----------------------------- | ------------------------ |
|                                 |                               |                               |                          |
| надстроен додекаедър            | пара-дву-надстроен додекаедър | мета-дву-надстроен додекаедър | три-надстроен додекаедър |
|                                 |                               |                               |                          |
| додекаедър и петстенна пирамида |                               |                               |                          |
|                                 |                               |                               |                          |

Всички джонсонови тела имат триъгълни страни, така че според една възможна класификация те биват разглеждани като комбинациите на този базисен и тип и останалите допустими правилни многоъгълници (4,5,6,8, 10 страни), общо 9 класа:
- 3 : 5 вида
- 3+4 : 24 вида
- 3+5 : 11 вида
- 3+4+5 : 20 вида
- 3+4+6 : 8 вида
- 3+4+8 : 5 вида
- 3+5+10 : 2 вида {J6, J25}
- 3+4+5+6 : 1 вид J92
- 3+4+5+10 : 16 вида

Пълното описание на джонсоновите тела включва номер, наименование, брой върхове (S), ръбове (Е), брой стени, общо и по видове (F и F3-10), симетрия, както е показано в таблицата по долу за първите шест.
|    |                      |          |          |    |    |    |    |    |    |    |    |     |          |
| No | Име                  | Картинка | Tип      | S  | Е  | F  | F3 | F4 | F5 | F6 | F8 | F10 | Симетрия |
| J1 | квадратна пирамида   |          | пирамида | 5  | 8  | 5  | 4  | 1  | 0  | 0  | 0  | 0   | C4v      |
| J2 | петстенна пирамида   |          | пирамида | 6  | 10 | 6  | 5  | 0  | 1  | 0  | 0  | 0   | C5v      |
| J3 | шестоъгълен купол    |          | купол    | 9  | 15 | 8  | 4  | 3  | 0  | 1  | 0  | 0   | C3v      |
| J4 | осмоъгълен купол     |          | купол    | 12 | 20 | 10 | 4  | 5  | 0  | 0  | 1  | 0   | C4v      |
| J5 | десетоъгълен купол   |          | купол    | 15 | 25 | 12 | 5  | 5  | 1  | 0  | 0  | 1   | C5v      |
| J6 | десетоъгълна ротонда |          | ротонда  | 20 | 35 | 17 | 10 | 0  | 6  | 0  | 0  | 1   | C5v      |

За 25 от джонсоновите тела може да се намери сфера, върху която да лежат всички техни върхове: J 1 – 6,11,19,27,34,37,62,63,72 – 83. От всичките 92 тела 64 могат да бъдат съставени от присъединяване на тела с правилни многоъгълни стени, докато останалите 28 са несъставни или в този смисъл "прости".
През 1969 г. Виктор Залгалер доказва, че освен изброените от Норман Джонсон 92 тела няма други в същия клас. 